# Arenigomyidae
Arenigomyidae zijn een uitgestorven familie van tweekleppigen uit de superorde Anomalodesmata.